# ريغي جيفرسون
ريغي جيفرسون (بالإنجليزية: Reggie Jefferson) هو لاعب كرة قاعدة أمريكي، ولد في 25 سبتمبر 1968 في تالاهاسي في الولايات المتحدة.

## وصلات خارجية
- ريغي جيفرسون على موقع الدوري الياباني لكرة القاعدة (الإنجليزية)
- ريغي جيفرسون على موقعبيزبول رفرنس.كوم (الدوري الرئيسي) (الإنجليزية)
- ريغي جيفرسون على موقعبيزبول رفرنس.كوم (الدوري الثانوي) (الإنجليزية)
- ريغي جيفرسون على موقع إي إس بي إن.كوم (أم.أل.بي) (الإنجليزية)
- ريغي جيفرسون على موقع مشجعي الرسوم البيانية (الإنجليزية)